# Pape N'Diaye Souare
Pape Souaré (Mbao, 6 de junio de 1990) es un futbolista senegalés que juega en la posición de defensa y se encuentra sin equipo tras abandonar el Ebbsfleet United F. C.

## Clubes
| Club                    | País       | Año       |
| ----------------------- | ---------- | --------- |
| Lille O. S. C.          | Francia    | 2009-2014 |
| Stade de Reims (cedido) | Francia    | 2012-2013 |
| Crystal Palace F. C.    | Inglaterra | 2015-2019 |
| E. S. Troyes A. C.      | Francia    | 2019-2020 |
| Charlton Athletic F. C. | Inglaterra | 2021-2022 |
| Morecambe F. C.         | Inglaterra | 2023      |
| Motherwell F. C.        | Escocia    | 2023      |
| AFC Croydon Athletic    | Inglaterra | 2024      |
| Ebbsfleet United F. C.  | Inglaterra | 2024-2025 |

## Palmarés

### Títulos nacionales
| Título  | Club           | País    | Año  |
| ------- | -------------- | ------- | ---- |
| Ligue 1 | Lille O. S. C. | Francia | 2011 |